# Le Mouton enragé
Le Mouton enragé is een Frans-Italiaanse film van Michel Deville die werd uitgebracht in 1974.
De film vertelt de bliksemsnelle opgang van een bescheiden bankbediende die goede raad wordt ingefluisterd door een oude schoolkameraad. 

## Samenvatting
Nicolas Mallet is een introverte, onopvallende en wat suffe bankbediende. Claude Fabre, een oude schoolkameraad, brengt hem de knepen bij om een volleerde vrouwenverleider en een opportunistische arrivist te worden. Hij beklimt de maatschappelijke ladder en gebruikt daartoe de vrouwen die hij verleidt. Hij slaagt erin zich onmisbaar te maken, maar hij beseft niet dat hij als een soort marionet op afstand bestuurd wordt door Fabre. 
Pas naar het einde van de film toe wordt duidelijk waarom Fabre Mallet gemanipuleerd heeft...

## Rolverdeling
| Acteur                 | Personage         |
| ---------------------- | ----------------- |
| Jean-Louis Trintignant | Nicolas Mallet    |
| Romy Schneider         | Roberte           |
| Jean-Pierre Cassel     | Fabre             |
| Jane Birkin            | Marie-Paule       |
| Florinda Bolkan        | Flora             |
| Georges Wilson         | Lourceuil         |
| Henri Garcin           | Berthoud          |
| Michel Vitold          | Groult            |
| Christine Boisson      |                   |
| Dominique Constanza    | Sabine            |
| Jean-François Balmer   | Vischenko         |
| Mary Marquet           | mevrouw Hermens   |
| Estella Blain          | Shirley Douglas   |
| Betty Berr             | Sylvie            |
| Georges Beller         | Jean-Mi           |
| Gisèle Casadesus       | mevrouw Lourceuil |